# Малайское яблоко
Малайское яблоко, или Ямбоза (лат. Syzygium malaccense) — плодовое дерево семейства Миртовые.

## Описание
Малайское яблоко — вечнозелёное медленнорастущее дерево высотой 12-18 м, с пирамидальной кроной. Листья кожистые эллиптическо-ланцетовидные, тёмно-зелёные глянцевые сверху и бледно-зелёные снизу, 15-45 см длиной и 9-20 см шириной. Молодые листья красные. Цветки тёмно-красные, розово-фиолетовые, белые или жёлтые, диаметром 5-7,5 см, с зелёными чашелистиками и многочисленными тычинками длиной до 4 см, слегка ароматные, собраны в гроздья в верхней части ствола и на зрелых ветвях. Плоды продолговатые или колоколообразные, 5-10 см длиной и 2,5-7,5 см шириной, покрытые розово-красной или тёмно-красной, иногда белой с красными или розовыми полосками, восковой кожицей. Внутри плода содержится белая сочная хрустящая мякоть со сладким ароматом и 1-2 крупных коричневатых семени. Плоды некоторых деревьев полностью бессемянны.

## Распространение
Малайское яблоко происходит из Малайзии. Издавна выращивалось в Индии и Юго-Восточной Азии, затем распространилось на тихоокеанские острова. В XVI веке португальцы завезли его в Восточную Африку. В 1793 году было завезено на Ямайку и оттуда распространилось по Американскому континенту.

## Использование
Созревшие плоды Малайского яблока съедобны в свежем виде, тушатся с гвоздикой и другими пряностями. Недозрелые плоды используются для приготовления желе и маринадов. В Пуэрто-Рико из них изготавливается белое и красное вино. В Индонезии цветки Малайского яблока добавляются в салаты или варятся в сиропе. Отвар коры применяется при диарее. Отвар корня — мочегонное средство.
- Цветки Малайского яблока
- Иллюстрация